# (3845) Neyachenko
(3845) Neyachenko es un asteroide que forma parte del cinturón exterior de asteroides y fue descubierto por Nikolái Stepánovich Chernyj el 22 de septiembre de 1979 desde el Observatorio Astrofísico de Crimea, en Naúchni.

## Designación y nombre
Neyachenko se designó al principio como 1979 SA10.
Más adelante, en 1992, fue nombrado en honor del astrónomo aficionado y periodista ruso Ilia Neyachenko.

## Características orbitales
Neyachenko está situado a una distancia media del Sol de 3,43 ua, pudiendo acercarse hasta 2,888 ua y alejarse hasta 3,972 ua. Tiene una inclinación orbital de 5,974 grados y una excentricidad de 0,158. Emplea en completar una órbita alrededor del Sol 2320 días.

## Características físicas
La magnitud absoluta de Neyachenko es 11,8.